# Treap
In informatica, il treap è un particolare tipo di albero bilanciato che mette insieme le tipiche caratteristiche di un albero binario di ricerca e quelle di un heap. Ogni nodo dell'albero ha un valore, {\displaystyle val(x)} come ogni altro nodo di un ABR. Oltre al valore, è aggiunto un campo priorità, {\displaystyle priority(x)} che è un numero casuale scelto in modo indipendente per ogni nodo.

## Definizione
Un treap è un albero {\displaystyle T} avente le seguenti proprietà. Ogni nodo {\displaystyle x\in T}  ha un valore {\displaystyle val(x)} e un valore {\displaystyle priority(x)}. Inoltre:
1. {\displaystyle \forall \;x,v\in T}, se {\displaystyle v} è un figlio sinistro di {\displaystyle x}, allora {\displaystyle val(x)>val(v)}
2. {\displaystyle \forall \;x,v\in T}, se {\displaystyle v} è un figlio destro di {\displaystyle x}, allora {\displaystyle val(x)<val(v)}
3. {\displaystyle \forall \;x,v\in T}, se {\displaystyle v} è un figlio di {\displaystyle x}, allora {\displaystyle priority(x)>priority(v)} se sono utilizzate, per la priorità, le proprietà di ordinamento dell'heap decrescente, altrimenti, {\displaystyle priority(x)<priority(v)} se sono utilizzate le proprietà dell'heap crescente